# Samborondón
Samborondón ist eine Kleinstadt und eine Parroquia urbana im Kanton Samborondón der ecuadorianischen Provinz Guayas. Samborondón ist Sitz der Kantonsverwaltung. Die Parroquia besitzt eine Fläche von 216,25 km². Beim Zensus 2010 betrug die Einwohnerzahl der Parroquia 21.831. Für das Jahr 2022 wurde eine Einwohnerzahl von 43.037 errechnet. In der Stadt Samborondón lebten 2010 12.834 Einwohner auf einer Fläche von 1,67 km². Für 2022 wurde eine Stadtbevölkerung von 15.711 prognostiziert.

## Lage
Die Stadt Samborondón (cabecera cantonal) liegt am rechten Flussufer des Río Babahoyo auf einer Höhe von 9 m. Sie liegt etwa 28 km nordöstlich der Provinzhauptstadt Guayaquil zwischen den Mündungen von Río Vinces im Osten und Río Los Tintos im Westen. Der ländliche Bereich der Parroquia Samborondón macht 99 Prozent der Fläche aus. Auf dieser leben 63 Prozent der Bevölkerung der Parroquia (Stand 2022).

## Namensherkunft
Über den Namen kursieren zwei Theorien: Die eine besagt, der Name leite sich vom Heiligen Brendan ab, der im Spanischen San Borondón heißt. In Spanien und dementsprechend in Lateinamerika der Kolonialzeit wurden öfters Ortschaften nach ihm benannt. Der anderen zufolge geht der Name auf einen dunkelhäutigen Sklaven namens Bartolomé Samborondón zurück, der mit dem Siedler Fermín de Asiain um 1655 in die Gegend gekommen sein soll und der einzige Schwarze der Umgebung war. Der Name gilt als Zusammenziehung der Worte „Zambo/Sambo“ und „Rendón“, wobei ersterer auf afrikanische Abstammung und letzterer auf einen spanischen Nachnamen verweise.

## Geschichte
Als offizielles Gründungsdatum Samborondons gilt der 24. Mai 1776. Zu diesem Zeitpunkt befanden sich dort eine Kapelle und eine Glocke, die sich heute im Stadtmuseum von Guayaquil befindet. Die Gegend war hauptsächlich von indigenen Bevölkerungsgruppen der Küstenregion, Cayapas und Tsáchilas, bewohnt. Als Guayaquil 1820 unabhängig wurde, wurde Samborondón zunächst 1822 als eigener Kanton der Freien Provinz Guayaquil eingerichtet, jedoch nach deren Anschluss an Großkolumbien und später Ecuador als Kirchspiel wieder dem Kanton Guayaquil eingegliedert. 1829 hielt sich Simón Bolívar 34 Tage lang in der Kaserne in El Buijo, auf dem Gebiet des heutigen Kantons Samborondón, auf, die bereits Operationszentrum von Antonio José de Sucre während der Unabhängigkeitskriege wenige Jahre zuvor gewesen war. Hier wurde am 27. Juni 1829 ein Waffenstillstandsvertrag zwischen Guayaquil bzw. Großkolumbien und den peruanischen Truppen, die die Stadt seit sechs Monaten belagerten, unterzeichnet. Am 31. Oktober 1955 wurde das Kirchspiel dann zum Kanton der Republik Ecuador erhoben.